# Іванівська сільська рада (Новоукраїнський район)
| Іванівська сільська рада — колишній орган місцевого самоврядування у Новоукраїнському районі Кіровоградської області з адміністративним центром у с. Іванівка. Сільській раді були підпорядковані населені пункти: - с. Іванівка - с. Квітка - с-ще Костянтинівка - с. Вишневе - с. Піщанське - с. Солдатське - с. Степове |

## Склад ради
Рада складалася з 16 депутатів та голови.

### Керівний склад ради
Примітка: таблиця складена за даними джерела

## Населення
Згідно з переписом УРСР 1989 року чисельність наявного населення села становила 2096 осіб, з яких 947 чоловіків та 1149 жінок.
За переписом населення України 2001 року в селі мешкало 1885 осіб.

### Мова
Розподіл населення за рідною мовою за даними перепису 2001 року:
| Мова       | Відсоток |
| ---------- | -------- |
| українська | 94,02 %  |
| російська  | 2,83 %   |
| молдовська | 2,34 %   |
| білоруська | 0,71 %   |
| вірменська | 0,05 %   |